# Disastro aereo della Connellan Airways
Il disastro aereo della Connellan Airways fu un attacco suicida avvenuto all'aeroporto di Alice Springs, Territorio del Nord, Australia, il 5 gennaio 1977.
L'attacco venne effettuato da un ex dipendente scontento della Connellan Airways (nota anche come Connair), ai comandi di un Beechcraft Baron rubato nel complesso della Connair situato all'aeroporto. L'attacco uccise il pilota e altre quattro persone, e ne ferì altre quattro, due delle quali gravemente.
Il disastro è uno dei due soli attacchi suicidi aerei nella storia dell'Australia. L'altro è avvenuto nel 1982 all'aeroporto di Bankstown.

## Storia
L'autore del crimine, Colin Richard Forman, aveva 23 anni al momento dell'attacco. Era emigrato dal Regno Unito all'Australia da solo a metà degli anni '60, ma aveva avuto problemi ad adattarsi e, nel 1974, aveva cercato di falsificare un biglietto della compagnia Qantas per tornare in Inghilterra, ma le autorità si accorsero del falso e Forman fu condannato.
Forman ottenne la licenza di pilota commerciale nel novembre 1975 e iniziò a volare per la Connair nel gennaio 1976. La falsificazione del biglietto venne presto alla luce e fu licenziato dopo sette settimane. Trovò poi trovato un altro lavoro presso Ord Air Charter a Wyndham, Australia Occidentale, venne licenziato anche da lì. Apparentemente Forman credeva che Roger Connellan, il suo capo alla Connair, avesse informato la dirigenza di Ord Air della sua condanna per falso.
Alla fine del 1976 Forman viveva a Mount Isa, nel Queensland, guadagnandosi da vivere effettuando voli charter occasionali con un Cessna monomotore per trasportare merci e turisti, e dove era membro del Mount Isa Aero Club. Intorno all'ottobre 1976 disse a un collega e giornalista locale del North West Star: "Se non trovo un lavoro entro Natale, allora lo saprai, e attraverso di te la maggior parte del mondo lo saprà". Partecipò alla festa di Capodanno del 1977 del club.

## L'attacco
La mattina presto del 3 gennaio 1977 Forman distrusse il suo appartamento a Mount Isa in un impeto di rabbia, ammucchiò i resti in un angolo del suo salotto e costruì quello che in seguito è stato descritto come un altare. In cima c'era un trofeo per aver superato il suo corso (Blue Flight) presso Cessnock, Nuovo Galles del Sud, alla Nationwide Aviation Space Academy, e di fronte al trofeo c'era il suo diario di bordo come pilota, aperto.
Alla data del licenziamento di Forman da parte della Connair, una riga diceva: "Condannato a morte questa data", e l'ultima pagina del suo diario di bordo conteneva la data, il tipo di aeromobile, il nominativo, la destinazione e la "Missione suicida". Le parole finali erano "THE END" rispettivamente nelle pagine di sinistra e di destra.
Forman guidò per 2.000 km (1200 miglia) fino a Wyndham, fermandosi durante la notte a Katherine, nel Territorio del Nord. Il 5 gennaio rubò un Beechcraft Baron 58 (codice di immatricolazione VH-ENA) dall'aeroporto di Wyndham dopo aver scoperto che l'aereo che avrebbe voluto utilizzare, più grande, stava già venendo utilizzato quel giorno dal Royal Flying Doctor Service. Alice Springs è a quattro ore di volo da Wyndham a bordo di un Beechcraft Baron: Forman aveva pianificato di colpire alle 10 del mattino durante la pausa mattutina alla Connair, ma non tenne conto della differenza di fuso orario tra l'Australia occidentale e il Territorio del Nord, arrivando alle 11 di mattina.
Quando raggiunse l'aeroporto di Alice Springs, Forman trasmise un messaggio finale via radio: "È meglio morire con onore che vivere senza di esso - Echo - Novembre - Alfa". Forman quindi impostò la piena potenza ad entrambi i motori e mirò al complesso Connellan prima di far precipitare l'aereo al centro dell'edificio. Quattro persone morirono nell'impatto, incluso l'ex capo di Forman. Una segretaria riportò delle ustioni gravi, morendo in ospedale per le ferite riportate cinque giorni dopo. Altri quattro dipendenti rimasero feriti.

## Conseguenze
Durante l'indagine vennero trovate delle lettere indirizzate al Dipartimento dei Trasporti che spiegavano le motivazioni di Forman. In essi raccontava la sua apparizione in tribunale, descrisse le sue sette settimane di lavoro sotto Connair come le più felici della sua vita e i suoi problemi di lavoro dopo il licenziamento. Scrisse anche i dettagli del suo piano e il suo obiettivo di "causare a Connair la massima quantità di perdite e disagi" e "di uccidere e mutilare il maggior numero possibile di dipendenti di Connair Pty Ltd". Alcuni giornali attribuirono erroneamente quest'ultimo commento all'ultima nota nel suo diario di bordo.
Connellan Airways sarà venduta alla East-West Airlines nel 1980.